# 沙湾站
沙湾站是一个成昆线上的铁路车站，位于四川省乐山市沙湾区沙湾镇，目前为四等站，邮政编码为614900。目前客运：办理旅客乘降；行李、包裹托运；货运：办理整车、零担货物发到，设有通往德胜集团钒钛有限公司和盛德兴物流的专用线。
车站建于1958年，1961年停建，1963年复工，1966年10月开始试运行，1971年7月1日正式通车。车站在建站初期仅停靠慢车，1987年开始停靠快速列车。1992年车站新建调度室，并由当时全国政协副主席杨汝岱题写站名:225。2004年车站进行扩建工程，增设一股有效长度850米的到发线，并在货场内延长货物线、修建高站台。2020年又对德胜集团专用线进行改造。

## 图片

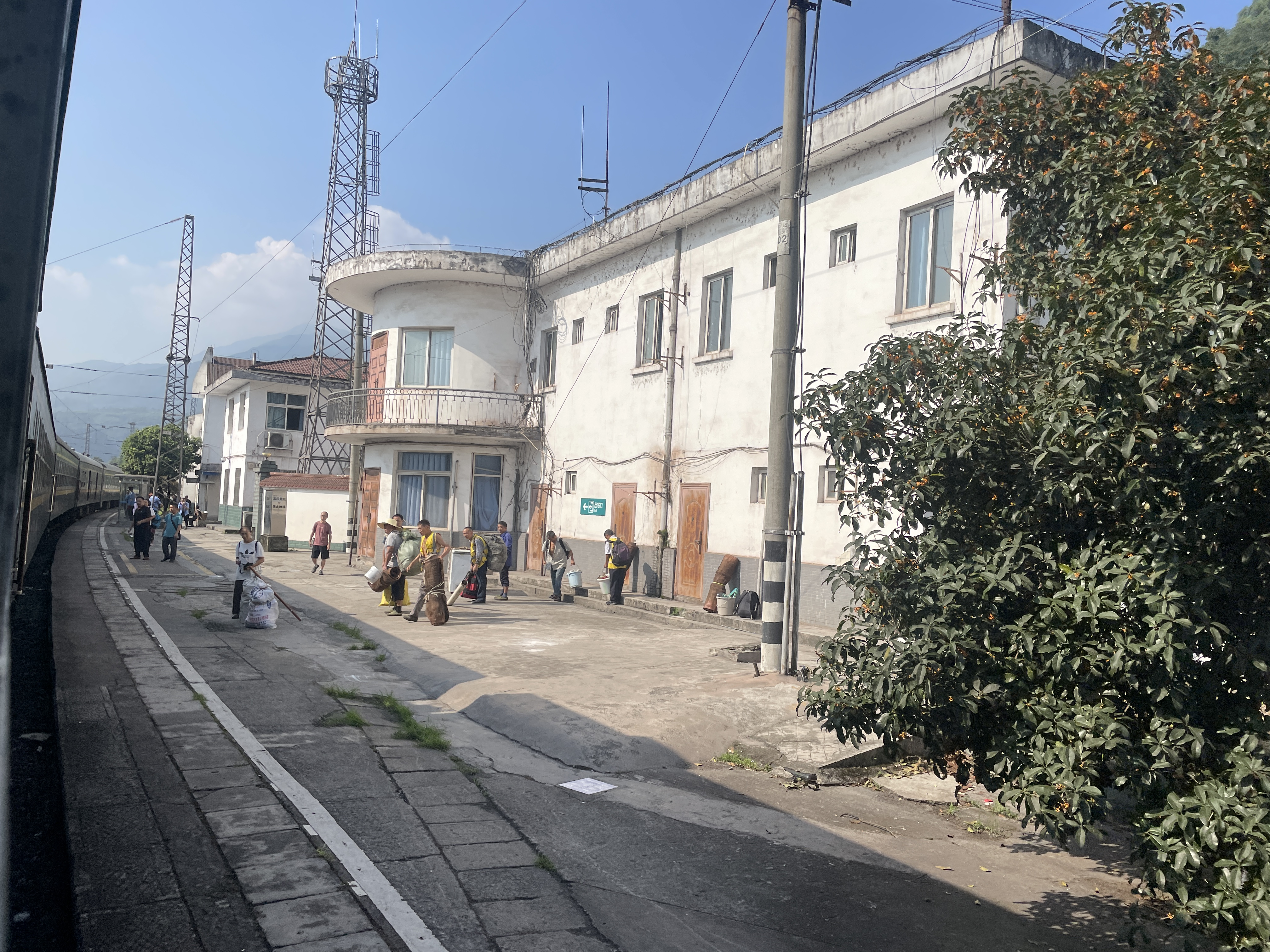
行车室
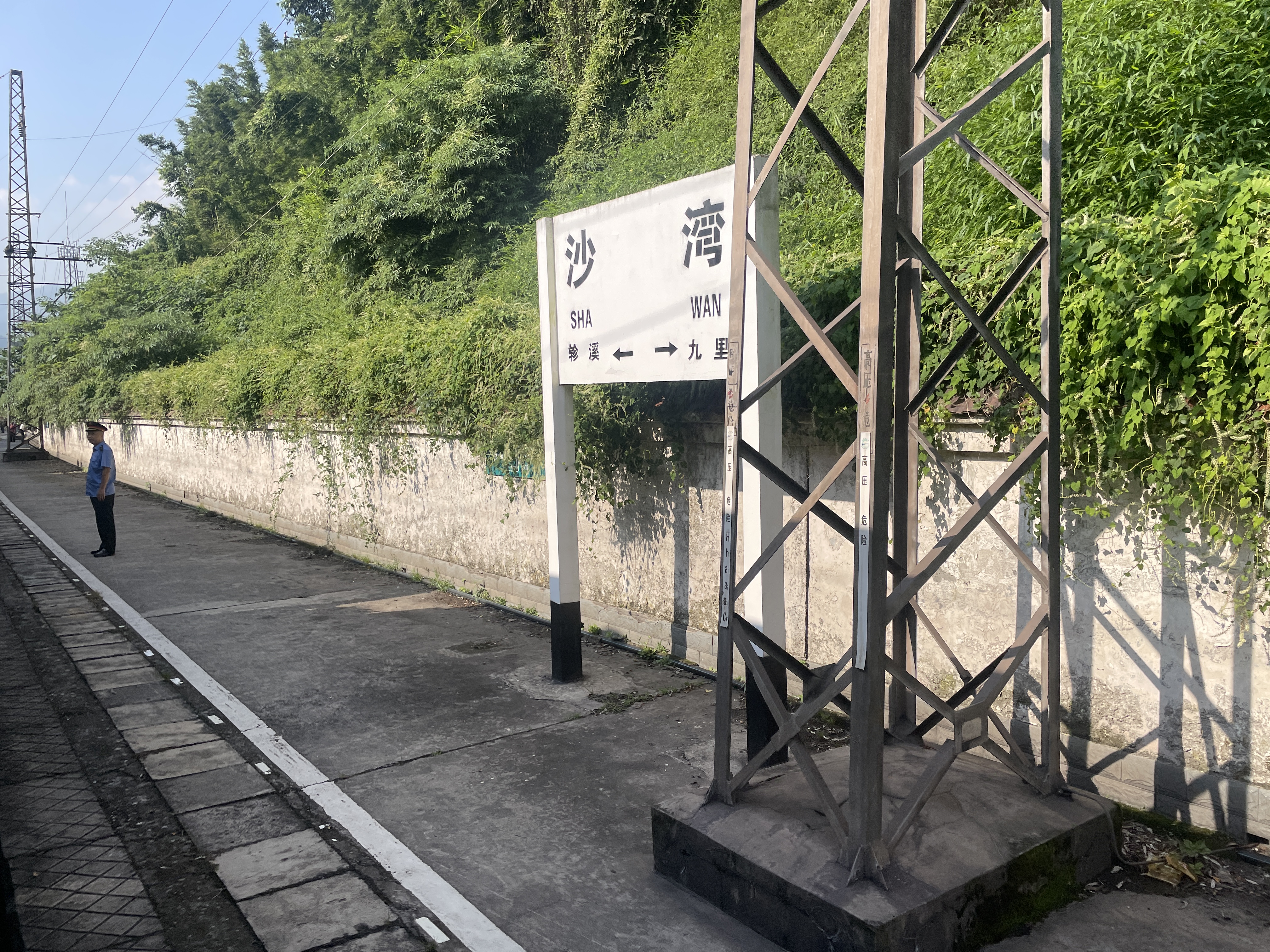
站牌
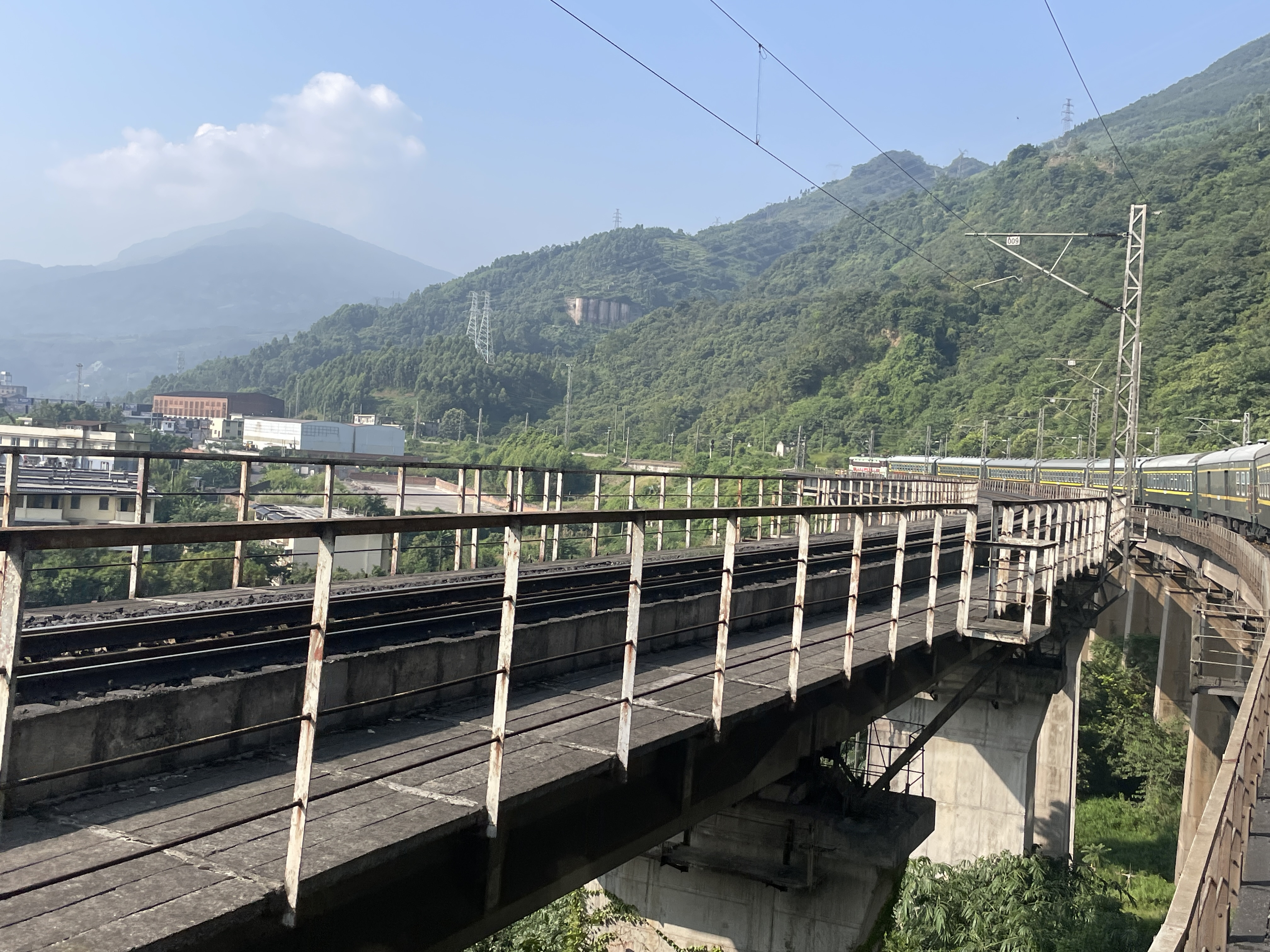
专用线
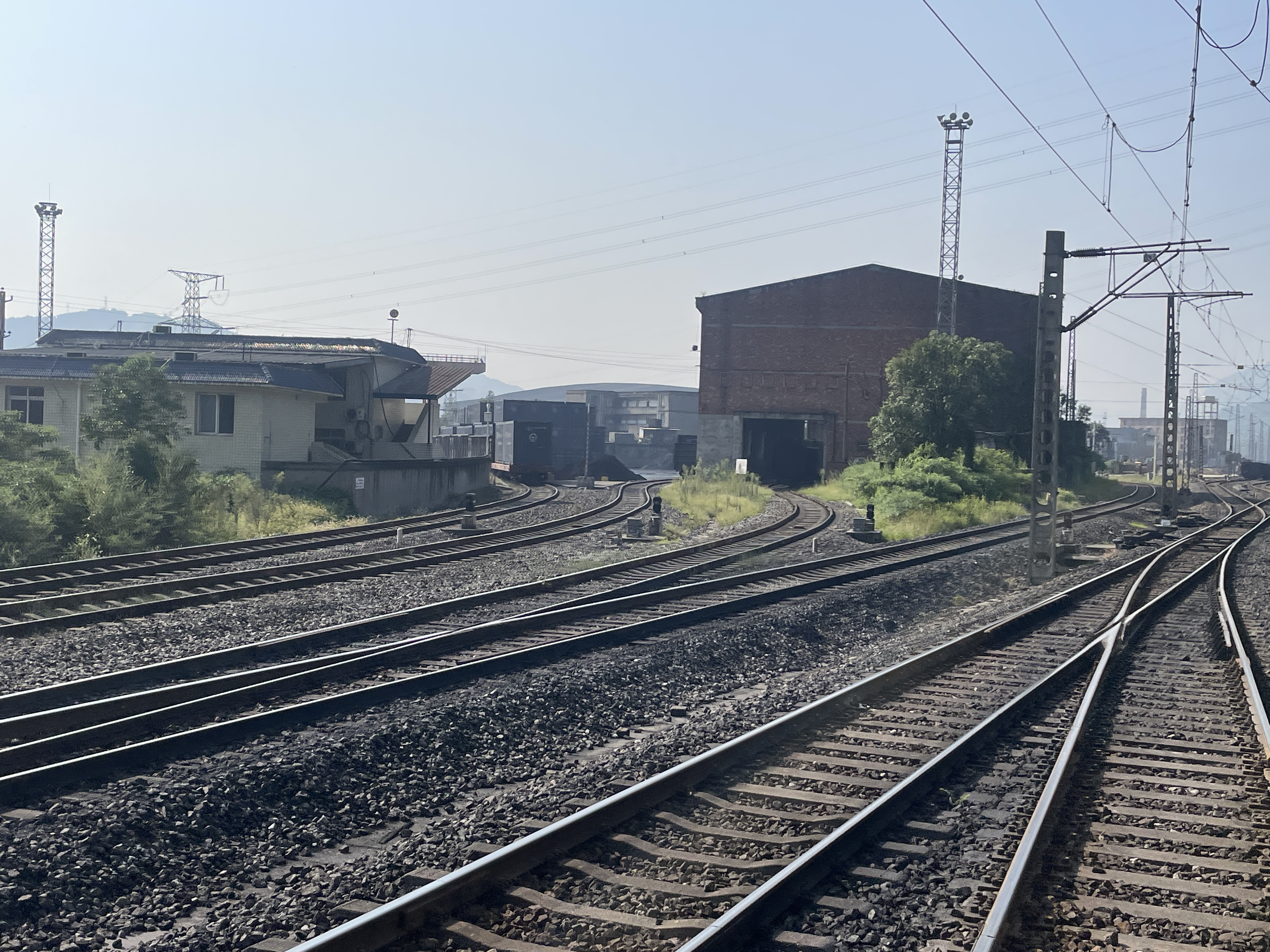
车站股道
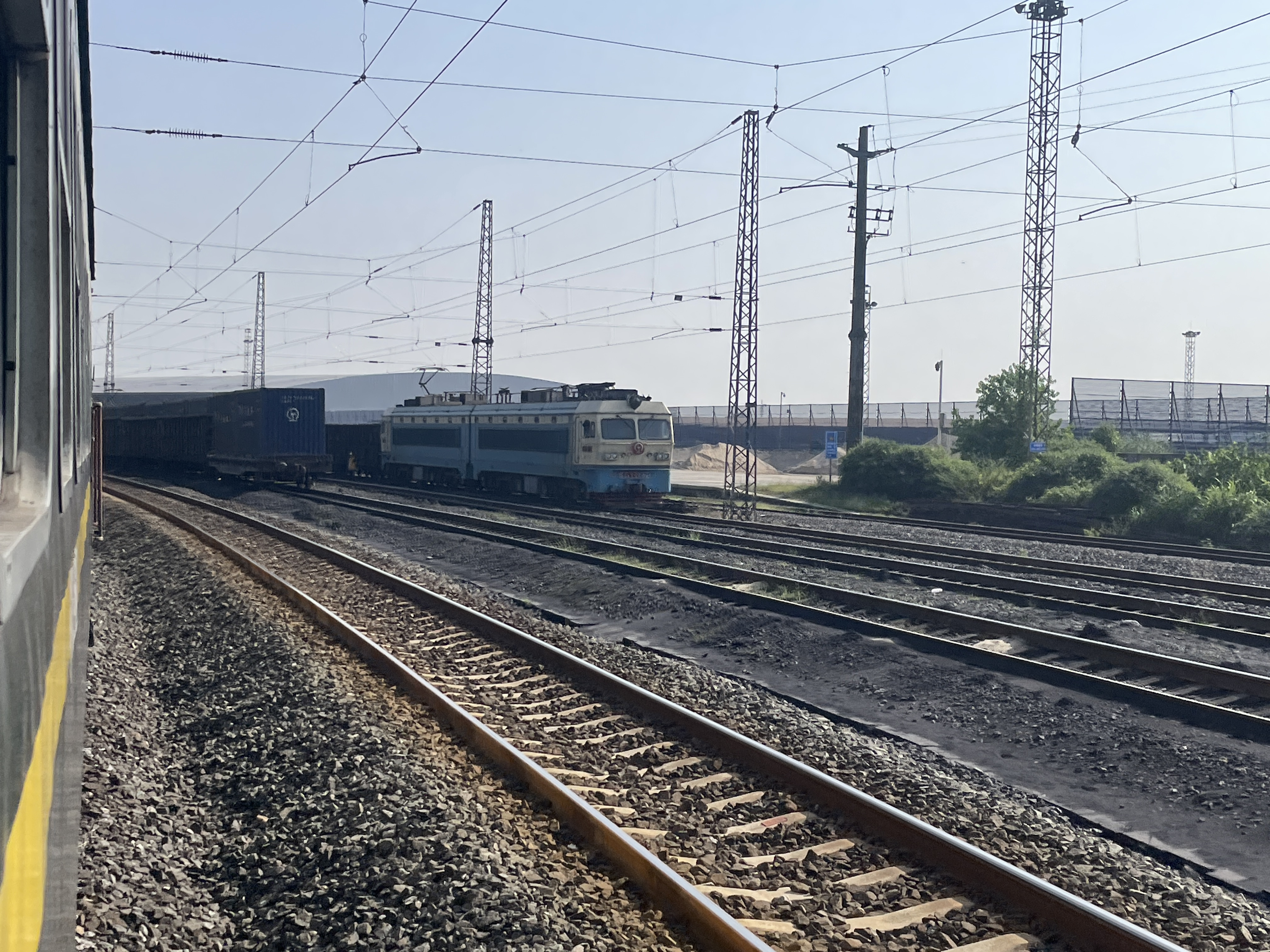
车站股道